# Acer crataegifolium
Acer crataegifolium är en kinesträdsväxtart som beskrevs av Sieb. & Zucc.. Acer crataegifolium ingår i släktet lönnar, och familjen kinesträdsväxter. Inga underarter finns listade i Catalogue of Life.